# نجمی پرکلی
نجمی پرکلی (انگلیسی: Necmi Perekli؛ زادهٔ ۱ ژانویهٔ ۱۹۴۸) بازیکن فوتبال اهل ترکیه است.
از باشگاه‌هایی که در آن بازی کرده‌است می‌توان به باشگاه فوتبال ترابزون‌اسپور، باشگاه فوتبال بشیکتاش، و باشگاه فوتبال آلتای اسپور اشاره کرد.
وی همچنین در تیم ملی فوتبال ترکیه بازی کرده‌است.